# Albatros C.XV
L'Albatros C.XV est un biplan biplace de reconnaissance allemand de la Première Guerre mondiale.
La production de ce biplace de reconnaissance dérivé de l'Albatros C.XII fut lancée en 1918, mais aucun appareil ne fut livré avant l’Armistice. Cet avion portait la désignation d’usine L.47 et c’est sous cette désignation que 5 exemplaires apparurent sur le premier registre aéronautique allemand, utilisés comme avions de transport. Mais le C.XV fut également exporté en Lettonie, Lituanie, Turquie et URSS. Des C.XV militaires furent aussi produits, au moins un exemplaire ayant été utilisé par les Freikorps allemands en 1920.